# Leonnatos
Leonnatos (altgriechisch Λεοννάτος Leonnátos; * um 360 v. Chr.; † 322 v. Chr.), Sohn des Anteas, entstammte dem Stamm der Lynkesten, der nördlich von Epirus – in der Lynkestis – lebte. Bekannt wurde Leonnatos als General und Leibwächter Alexanders des Großen auf dessen Asienfeldzug. Er wurde um 360 v. Chr. geboren und fiel 322 v. Chr. im Lamischen Krieg zu Beginn der Diadochenkriege.

## Leben

### Herkunft und Aufstieg
Über das Leben des Leonnatos weiß man bis zu seinem Eintritt an den makedonischen Königshof wenig. Als gesichert kann gelten, dass er ein Verwandter der Mutter Philipps II., dem Vater des Alexander, ist.
Auch über den Stamm der Lynkesten weiß man wenig. Sie entstammten nach eigenem Bekunden von korinthischen Königen (den Bakchiaden) ab, die nach einer Odyssee durch den griechischen Raum an der Grenze zu Illyrien sesshaft wurden. Erst in die Regierungszeit Philipps II. fiel die Einbindung dieses Stammesverbandes in das Herrschaftsgefüge. Dabei wurden die adligen jungen Männer der verschiedenen Stämme an den makedonischen Hof nach Pella gebracht, wo sie eine Ausbildung und eine Stelle im Gefolge des Königs erhielten. Leonnatos selbst wurde zunächst ein Jugendgefährte (syntrophos) Alexanders und stieg dann zu einem Leibwächter (somatophylax) König Philipps II. auf. Bei dessen Ermordung 336 v. Chr. war er einer der drei Leibwächter, die den Attentäter Pausanias eigenhändig töteten.

### Asienfeldzug
Auf dem anschließenden Asienfeldzug Alexanders war Leonnatos einer der militärischen Führer des Heeres. Nach der Schlacht bei Issos 333 v. Chr. nahm er die Familie des persischen Großkönigs Dareios III. in Gewahrsam. Zusammen mit Philotas nahm er Gaza nach einer monatelangen Belagerung ein und führte dessen Verteidiger, Batis, in Ketten vor Alexander. In Ägypten wurde er im Winter 332/331 v. Chr. zu einem Leibwächter des Königs ernannt, als Ersatz für den zuvor gestorbenen Arybbas. Von da an gehörte er dem engsten Beraterkreis Alexanders an und wirkte 330 v. Chr. an der Verurteilung des Philotas mit. Im weiteren Verlauf des Feldzuges wurden ihm ab 327 v. Chr. selbstständige Kommandounternehmen anvertraut, war er maßgeblich bei der Erstürmung der Felsenburg von Chorienes beteiligt und brachte zusammen mit Ptolemaios die Pagenverschwörung zur Anklage.
Seine bekannteste Waffentat war 325 v. Chr. die Rettung Alexanders bei der Erstürmung von Multan. Zusammen mit Peukestas soll er den verwundeten König dabei auf dem Schild des Achilles aus dem Kampfgeschehen getragen haben. Anschließend unterwarf er den Stamm der Oreiten in Gedrosien. Für seine Verdienste wurde er von Alexander in Susa 324 v. Chr. mit einem goldenen Diadem geehrt.

### Diadoche
Nach Alexanders Tod 323 v. Chr. wurde Leonnatos in der Reichsordnung von Babylon zum Satrapen der Provinz Phrygien am Hellespont (Kleinphrygien) ernannt. Allerdings verweigerte er den Anordnungen des Regenten Perdikkas den Gehorsam und überquerte mit 20.000 Infanteristen und 2.500 Berittenen den Hellespont, um nach Makedonien zurückzukehren. Vermutlich verfolgte Leonnatos eigene und höhere Ambitionen, nachdem ihm die Alexanderschwester Kleopatra ein Eheangebot hatte zukommen lassen. Aber noch bevor es zur Eheschließung kommen konnte, versuchte Leonnatos dem in Lamia von den Athenern eingeschlossenen Antipater zu Hilfe zu kommen. In einer Schlacht unweit der Stadt wurde Leonnatos getötet, Antipater aber konnte sich aus der Belagerung befreien.